# 入地蜈蚣素K
入地蜈蚣素K是一种有机化合物，化学名为2-(3,4-二羟基苯基)-65-羟基-7-甲氧基-4H-1-苯并吡喃-4-酮，化学式为C26H28O6。它是从七指蕨分离出的黄酮类化合物之一。它具有中等程度的抗糖尿病活性（IC50=138.21±0.263 ppm）；它也对RAW264.7细胞中RANKL诱导的破骨细胞分化表现出抑制活性（IC50=1.8±0.2 μM）。